# KNF Gruppe
Die KNF Gruppe (KNF Holding AG) ist ein Maschinenbauunternehmen mit weltweit 24 Standorten, welches auf die Entwicklung, Konstruktion, Produktion und den Vertrieb von Membranpumpen für die Förderung von Gasen und Flüssigkeiten spezialisiert ist. Das Unternehmen befindet sich in Familienbesitz und wird durch die Eigentümerfamilie geführt. Die Pumpen des Unternehmens werden unter anderem in der Medizintechnik, in der Tintenstrahlindustrie, im 3D-Druck, in Messgeräten und in einer Vielzahl von industriellen Anwendungen verwendet.

## Firmengeschichte
Das Unternehmen wurde 1946 in Freiburg im Breisgau durch Kurt Neuberger und zwei Gesellschafter gegründet. Unter dem Namen „Kurt Neuberger KG“ fokussierte sich die Firma zunächst auf das Schleifen von Motorzylindern und die Reparatur von LKW-, Traktor- und PKW-Motoren. Mit dem Beginn des Wirtschaftswunders 1948 wurde die Auftragslage für das Unternehmen schlechter, sodass Kurt Neuberger auf die Herstellung von Werkzeugmaschinen auswich. So stellte die Kurt Neuberger KG Gewindeschneidmaschinen, Bohrmaschinen, Getriebe für Futterautomaten sowie Kompressoren her und nahm außerdem Auftragsarbeiten an.
1962 stieg Erich Becker als Partner in das Unternehmen ein. Der Ingenieur schätzte die Größe des Unternehmens als zu klein ein, um gegen die deutlich größeren Mitbewerber in dem bisherigen Geschäftsumfeld bestehen zu können. Daher schlug er die Produktion von Membranpumpen vor. 1966 meldete die Kurt Neuberger KG das erste Patent auf diesem Gebiet an, und wenig später führte das Unternehmen die erste Pumpenreihe mit dem Namen Aeromat ein. Mit dem Tod Kurt Neubergers im selben Jahr übernahm Erich Becker die alleinige Geschäftsführung. In der darauffolgenden Zeit spezialisierte sich das Unternehmen auch auf die Fertigung von Vakuumpumpen für den Laborbereich.

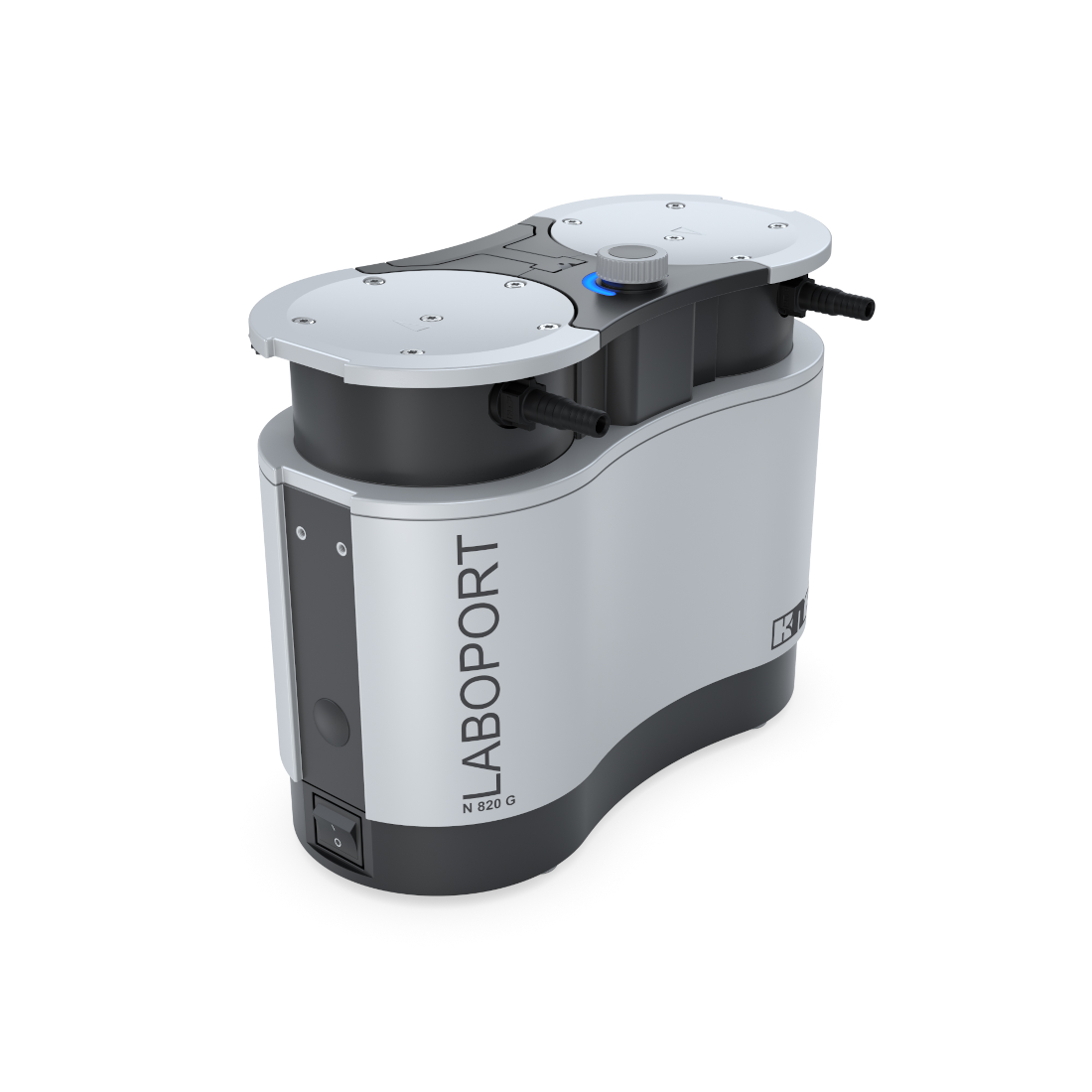
Membranpumpe Laboport N 820 G (2020)

1968 begann das Unternehmen mit der Gründung einer Zweigstelle in Frankreich, international zu expandieren. 1972 folgte eine weitere Niederlassung in Italien. Parallel gelang im gleichen Jahr der Durchbruch in der Industrie, indem KNF Doppelmembranpumpen zunächst in Kernkraftwerken und wenig später in der chemischen Verfahrenstechnik sowie in der Umwelt- und Lebensmitteltechnik eingesetzt wurden. In den darauffolgenden Jahren expandierte die KNF Gruppe weiter und hat heute in über 100 Ländern Kunden.

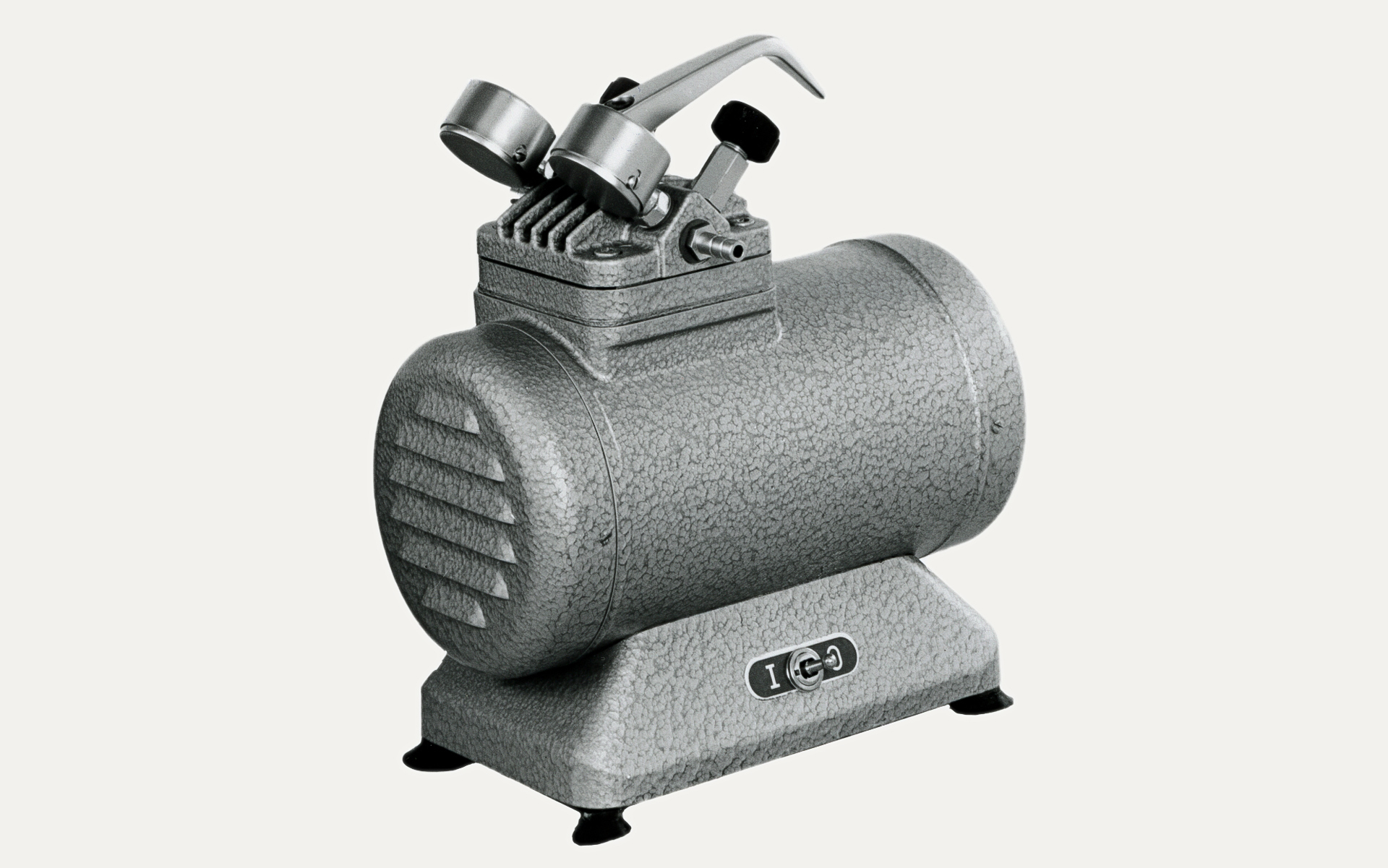
Membranpumpe Aeromat AL17 (1960er Jahre)

Im Jahr 2018 begann KNF mit der Erweiterung des Gründungsstandorts in Freiburg-Munzingen. Im Zuge des Umbaus wurde der Standort um ein zusätzliches Verwaltungsgebäude ergänzt und die Produktionsfläche wurde von 4000 m² auf 5000 m² erweitert.

## Produkte
KNF ist auf die Entwicklung von kundenspezifischen Pumpenlösungen spezialisiert, bietet aber auch Standard-Baureihen an. Der Entwicklungsschwerpunkt liegt auf der Membranpumpentechnologie, insbesondere für Gaspumpen, Mikrogaspumpen, Flüssigkeitspumpen, Laborpumpen und -systeme, sowie Dosierpumpen.

## Unternehmensstruktur
Die KNF Unternehmensgruppe setzt sich aus 24 Standorten in Europa, Asien und Nordamerika zusammen. Der Standort in Freiburg-Munzingen (heute: KNF Neuberger GmbH) entwickelt, konstruiert und fertigt Gaspumpen und Systeme für Erstausrüster im Bereich Gasanalyse, Emissionsmessung und die Prozessindustrie sowie für den Laborbereich. Er fungiert zusätzlich als Vertriebszentrum für Deutschland. In der Schweiz arbeitet ein Kompetenzzentrum für Entwicklung und Produktion in Sursee an Membran-Flüssigkeitspumpen für den Einsatz in der Medizintechnik, der Laboranalyse, der Tintenstrahlindustrie sowie für weitere Industrien. Ebenfalls in der Schweiz beheimatet ist ein Kompetenzzentrum für Entwicklung und Produktion in Reiden, das auf Mikrogaspumpen sowie Membran- und Pendelkolbenpumpen spezialisiert ist, welche vor allem im medizinischen Bereich, aber auch in anderen Anwendungsfeldern, eingesetzt werden. Ein Standort im französischen Village-Neuf produziert Antriebs- und Spaltpolmotoren für Pumpen sowie kleine Gaspumpen unter anderem für den Laboreinsatz. Er ist auch für den Vertrieb auf dem französischen Markt zuständig. In den USA fertigt ein Standort in Trenton Mikro- und Gaspumpen für den nordamerikanischen Markt und vertreibt dort das gesamte Pumpenportfolio der KNF Gruppe.
Vertriebsniederlassungen befinden sich in Belgien, China, Deutschland, Frankreich, Großbritannien, Indien, Italien, Japan, Korea, den Niederlanden, Schweden, der Schweiz, Singapur und den USA.
Als gruppeninterne Dienstleister fungieren KNF Holding AG, KNF DAC GmbH und KNF Service GmbH. Dabei ist KNF Holding mit Standort in Schenkon der Sitz der Group-Vorstände und erbringt Management-Dienstleistungen für alle KNF Firmen. Die KNF DAC (Digital Acceleration Center) mit Sitz in Hamburg verantwortet das globale Marketing (u. a. den globalen Internetauftritt), unterstützt bei Fragen zur Digitalisierung und führt entsprechende Projekte durch. Die KNF Service erbringt Beratungs- und Serviceleistungen in den Bereichen IT, Business Intelligence und Analytics für die gesamte KNF Gruppe und ist auch Sitz des Bereichs Group Finance & Controlling in Deutschland.